# 서주성 전투
서주성 전투는 193년 조조가 도겸을 공격해 조조와 도겸, 도겸을 도우려는 제후들이 싸운 전투로 조조가 여포의 공격으로 한 발 물러나 군사를 물리면서 도겸과 지원군이 사실상 승리했다.

## 배경
당시 조조는 청주의 황건적 잔당들을 흡수하여 30만 명의 군사를 얻고 정욱과 곽가 등의 걸출한 인재들이 모여 강력한 세력으로 부상하고 있었다.
이에 서주 태수 도겸은 조조와 친분을 얻기 위해 부하 장개에게 500명의 군사를 주어 조조의 아버지 조숭과 조조의 가족들을 모시게 하였다.
그러나 장개가 재물에 눈이 멀어 조숭과 그 가족들을 모두 살해하고 재물을 탈취해 도망가는 사건이 일어닜고, 화가 난 조조는 아버지 조숭의 원수를 갚기 위해 그 탓을 도겸에게 돌려 군사를 일으켰다.

## 제1차 전투(조조의 공격)
조조는 모사 순욱과 정욱에게 삼만 군사를 주어 견성, 범현, 동아 세 고을을 지키게 하고 자신은 나머지 군사 오만을 이끌고 서주로 향했다.
한편 서주 태수 도겸은 장개가 도망가자 동군종사 진궁에게 평화조약을 약속받기 위해 그를 조조에게 보내었으나 조조는 진궁을 무시하고, 하는 수 없이 진궁은 진류 태수 장막에게로 간다. 그리고 구강 태수 변양이 도겸을 도우려 군사를 일으키지만, 조조의 부하 수장인 하후돈에게 살해당한다.
도겸은 서주 백성들이 전쟁으로 인한 고통을 겪게되자 장수 조표와 함께 조조와 화해를 하러 몸소 성을 나가 그를 만난다. 그러나 이번에도 조조는 도겸이 보인 성의를 무시하고 하후돈에게 하명하여 도겸을 공격한다. 조표가 하후돈과 맞서 싸우던 중 돌풍 바람이 불기 시작하여 이에 조조는 잠깐 물러난다.

## 북해 전투와 지원군의 연합
도겸의 모사 미축은 구원을 청하기 위해 북해 태수 공융에게로 가고, 공융은 평원 현령 유비를 지원군으로 추천한다. 그러나 황건적 잔당 대장 관해가 공융의 부하 종보를 죽인 뒤 북해성을 포위하고 공격했다.
다행히 공융은 태사자라는 무명장수의 도움으로 유비에게 도움을 요청하게 되고 유비는 관우, 장비와 더불어 의병 3000명을 이끌고 황건적 잔당을 공격해 무찌르고 관우가 황건적 대장 관해를 벤다.
서주의 소식을 들은 유비는 친분이 있던 북평 태수 공손찬에게 군사를 요청해 군사 2000명과 장수 조운을 빌려 총 5000명의 군사를 이끌고 먼저 서주에 와 있던 북해 태수 공융 그리고 청주 자사 전해와 합류한다.

## 제2차 전투(도겸과 지원군의 반격)
유비는 조조의 포위망을 뚫고 서주성으로 가기로 결정하고 유비의 형제 장비가 조조의 부하 우금을 무찌르고 서주성으로 간다.
도겸은 유비가 진정한 영웅임을 알고 서주 태수로 임명하려 하지만 유비는 전쟁 중이라 거절한다. 유비는 조조에게 글을 써 충고를 하고 조조는 다시 공격을 하려 하지만 그 사이에 여포와 진류 태수 장막이 근거지 연주를 공격해 함락시키면서 유비에게 답장을 보내고 군사를 철수한다.

## 결과 및 영향
조조는 이후에 여포에게 연주를 빼앗겼으나 복양 전투에서 승리해 연주를 다시 되찾는다.
유비는 194년 도겸의 부탁으로 도겸이 병사하자 서주 자사의 자리를 이어받고 195년 복양 전투에서 조조에게 패해 온 여포를 받아드린다.